# Ferrari 308 GTB
Ferrari 308 GTB/GTS (і аналогічних 208, а пізніше 328) — спортивна машина з центральним розташуванням двигуна, що вироблялась італійською компанією Ferrari в 1975–1985 рр. Вона була найдешевшою в лінійці компанії. Модель 308 замінила Dino 246 в 1975 році та була замінена на 328 в 1985 році.
Всього виготовили 12.149 автомобілів.

## Історія

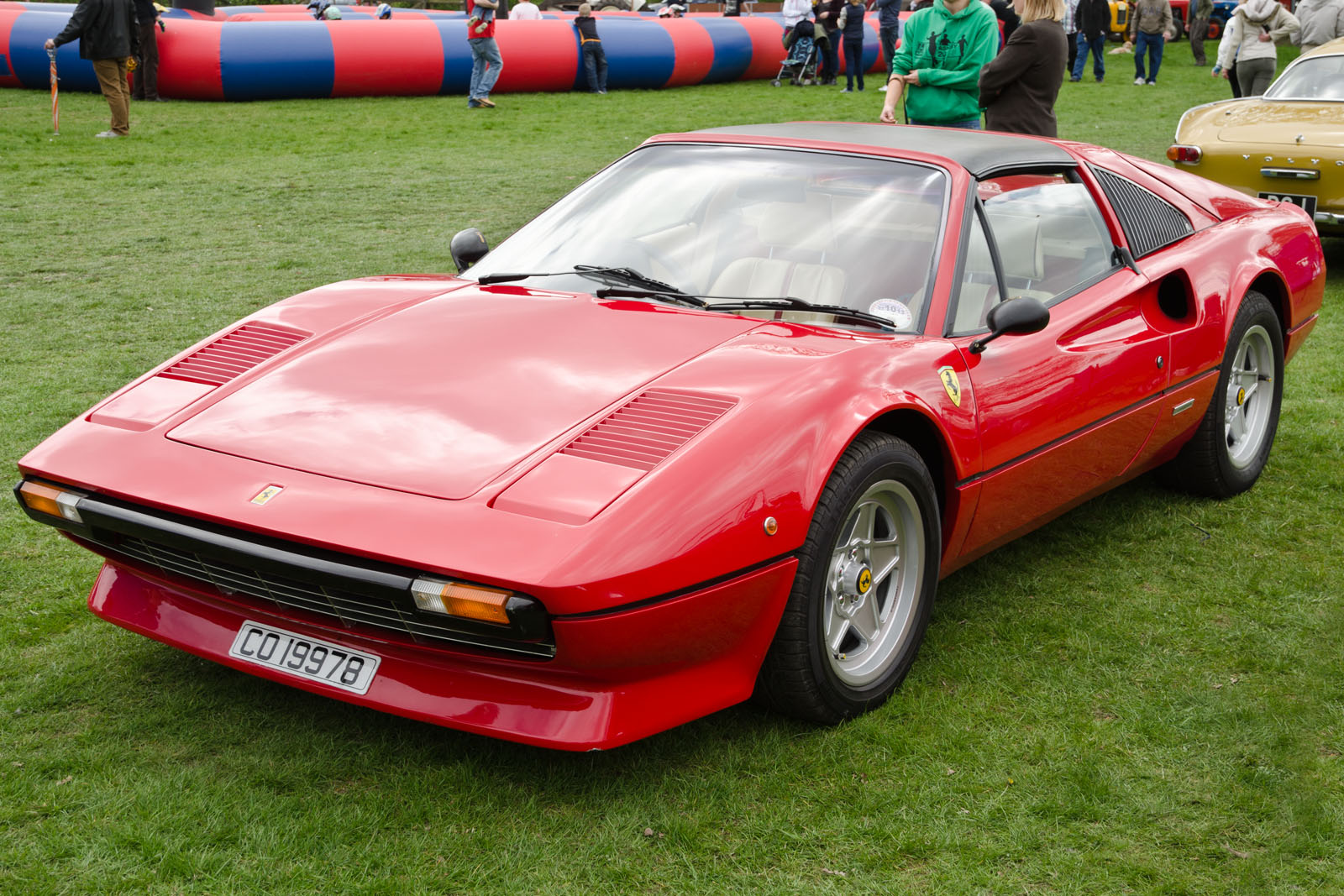
Ferrari 308 GTS

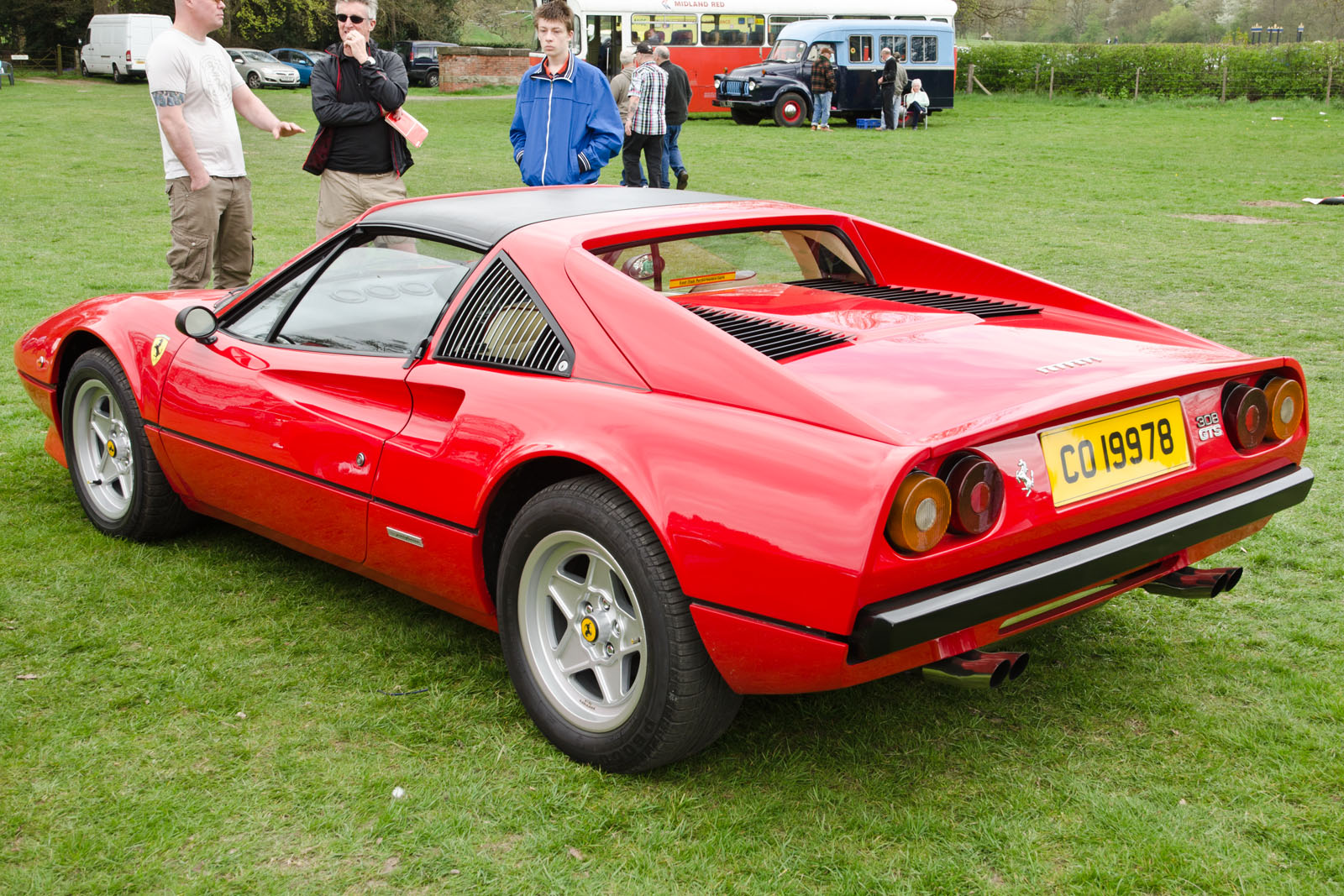
Ferrari 308 GTS

Ferrari 308 GTB/GTS був представлений на Паризькому автосалоні в 1975 році як доповнення до Бертоне  Dino 308 GT4 і заміна Dino 246. Вона була розроблена фірмою Пінінфаріна Леонардо Фіораванті, який розробив дизайн найвідоміших автомобілів Ferrari, таких як Daytona, Dino та Berlinetta Boxer. Модель 308 використовувала елементи цих автомобілів, щоб створити щось відмінне від кутового GT4 2+2. Ferrari 308 GTB/GTS була 2-місним купе з плавні вигини і агресивні лінії, і став одним з найвпізнаваніших і знакових автомобілів, вироблених на Ferrari на сьогодні.

## Загальна характеристика
Механічно 308 GT4 подібна Діно та 308. Обидва засновані на тій же трубчастій рамці, з 2300 мм колісною базою у 308 GTB (308 GT4 має довшу колісну базу, бувши 2+2), і 4-х коліс на подвійних поперечних важелях незалежної підвіски. V8 двигун DOHC, з чотирма карбюраторами Weber 40DCNF. Європейські версії видають 255 к.с. (190 кВт) при 7000 оборотів в хвилину (7700 оборотів в хвилину червоної лінії), але американські версії були дефорсовані до 240 к.с. (178 кВт) при 6600 оборотів в хвилину у зв'язку з нормами викидів.

## Двигуни
- 2.9 L Tipo F106 AB V8 240/255 к.с. (308 GTB/GTS)
- 2.9 L Tipo F106 BB V8 205/214 к.с. (308 GTBi/GTSi)
- 2.9 L Tipo F105 AB V8 233/240 к.с. (308 quattrovalvole)
- 2.0 L Tipo F106 CB 000 V8 155 к.с. (208 GTB/GTS)
- 2.0 L Tipo F106 D 000 turbo V8 220 к.с. (208 GTB turbo/208 GTS turbo)